# اوهروبتس
اوهروبتس (به چکی: Ohrobec) یک منطقهٔ مسکونی در جمهوری چک است که در ناحیه پراگ-غرب واقع شده‌است.